# Mai 1828

## Événements
- Afrique : campagne de Tchaka contre les Mpondo, les Thembu et les Bhaca avec la participation de mercenaires anglais.

- 19 mai : entrée en vigueur du « tarif des abominations » aux États-Unis, qui impose des taxes douanières très élevées sur les produits manufacturés étrangers. Il creuse le fossé entre l’oligarchie marchande de la Nouvelle-Angleterre et l’aristocratie des plantations qui doit payer très cher les produits manufacturés.

- 26 mai : découverte de Kaspar Hauser, surnommé « l'orphelin de l'Europe », dans une rue de Nuremberg.

## Naissances
- 2 mai : Désiré Charnay (mort en 1915), explorateur, archéologue et photographe français.
- 5 mai : Albert Marth (mort en 1897), astronome allemand.
- 8 mai : Henri Dunant, fondateur de la Croix-Rouge, prix Nobel de la paix en 1901 († 30 octobre 1910).
- 12 mai :
  - Dante Gabriel Rossetti, poète, écrivain et peintre britannique († 10 avril 1882).
  - Joseph Nieriker, dessinateur, lithographe et graveur suisse  († 21 avril 1903).
- 26 mai : Jean Besselère, religieux catholique, journaliste et historien local français.